# Альпоека (муниципалитет)
Альпоека (исп. Alpoyeca) — муниципалитет в Мексике, штат Герреро, с административным центром в одноимённом городе. Численность населения, по данным переписи 2010 года, составила 6637 человек.

## Общие сведения
Название Alpoyeca с языка науатль можно перевести как: место, где вода солёная.
Площадь муниципалитета равна 94 км², что составляет 0,15 % от площади штата. Он граничит с другими муниципалитетами Герреро: на севере с Уамуститланом, на юге с Тлалистакилья-де-Мальдонадо, на западе с Тлапа-де-Комонфортом, а на востоке с другим штатом Мексики — Оахакой.

## Учреждение и состав
Муниципалитет был образован 1 января 1886 года, в его состав входят четыре населённых пункта:
| Код INEGI | Населённый пункт                                  | Численность населения (2005 год) | Численность населения (2010 год) |
| 005       | Всего                                             | 5848                             | 6637                             |
| 0001      | Альпоека (исп. Alpoyeca) (административный центр) | 3389                             | 3874                             |
| 0002      | Искатеопан (исп. Ixcateopan)                      | 1271                             | 1424                             |
| 0003      | Сан-Хосе-Буэнависта (исп. San José Buenavista)    | 917                              | 990                              |
| 0004      | Текойо (исп. Tecoyo)                              | 271                              | 349                              |

## Экономическая деятельность
По статистическим данным 2000 года, работоспособное население занято по секторам экономики в следующих пропорциях: сельское хозяйство, скотоводство и рыбная ловля — 52,7 %, промышленность и строительство — 15,8 %, сфера обслуживания и туризма — 29,6 %.

## Инфраструктура
По статистическим данным 2010 года, инфраструктура развита следующим образом:
- электрификация: 91,9 %;
- водоснабжение: 92,6 %;
- водоотведение: 96,1 %.

## Туризм
Основными достопримечательностями являются:
- церковь Святого Варфоломея, построенная в XVII веке в муниципальном центре;
- археологическая зона возле Искатеопана.